# Hellebach (Großer Graben und Schiffgraben)
Der Hellebach ist ein etwa 4 km langer Bach im Landkreis Wolfenbüttel, der nordöstlich von Achim entspringt und südlich des Ortes von rechts in den Schiffgraben-West mündet. Er ist einer der seltenen Fundorte einer Gattung von Eintagsfliegen.

## Geographie und Eintagsfliegen
Der Hellebach entspringt in der Feldmark etwa zwei Kilometer nordöstlich von Achim als ein überwiegend tief eingeschnittener, recht geradliniger Feldbach, der im Sommer häufig trockenfällt. Im Ortsbereich von Achim nimmt er von links einen ebenfalls von Osten kommenden Bach auf und weist abschnittsweise einen relativ naturnahen Verlauf auf. Er fließt unterhalb von Achim weiter südwärts und mündet in der Nähe des Vorwerks Tempelhof in den Schiffgraben-West.
Mangelnde Uferbepflanzung und schnurgerader Verlauf geben dem Gewässer eine schlechte Strukturnote. Regelmäßiges Trockenfallen lässt nur eine begrenzte Zahl von Spezies überleben, dazu gehört aber die äußerst seltene Eintagsfliegenart Paraleptophlebia werneri. Diese war mit Stand 2002 nur hier und an einer weiteren Stelle im Okereinzugsgebiet einzigartig in Deutschland nachgewiesen worden.

### Elbe-Weser-Wasserscheide
Der Hellebach gehört zum Einzugsgebiet der Weser. Etwas weiter östlich von Achim fließen die Bäche in den nach Osten abfließenden Teil des Neuen Grabens im Großen Bruch, der wiederum über Bode und Saale zur Elbe entwässert.